# Bahnhof Le Mans

Der Bahnhof Le Mans (Französisch: Gare du Mans) ist der größte Bahnhof der SNCF in der französischen Stadt Le Mans. Der Bahnhof wird von rund 12.000 Fahrgästen täglich benutzt. Er hat 7 Gleise an vier Bahnsteigen. Der Bahnhof wurde 1854 als Gare Nord eröffnet. Der Bahnhof hat Anschluss an das TGV-Netz nach Paris, welches über die LGV Atlantique in einer knappen Stunde erreicht werden kann. Häufige westliche Ziele sind Rennes, Brest und Quimper. TGV-Verbindungen bestehen außerdem noch nach Lyon, Montpellier, Marseille, Lille und Straßburg. 
Regional- bzw. InterCity-Verbindungen bestehen unter anderem in die naheliegenden Städte wie z. B. Caen, Alençon, Tours, Angers und Nantes.
Umsteigemöglichkeit besteht am Bahnhof an das städtische Busnetz sowie zur Straßenbahn.